# Gli arabi nelle Gallie
Gli arabi nelle Gallie o sia Il trionfo della fede è un'opera del compositore Giovanni Pacini su libretto di Luigi Romanelli, basato su un romanzo di Charles-Victor Prévost d'Arlincourt. La prima rappresentazione ebbe luogo l'8 marzo 1827 nell'ambito della stagione del Teatro alla Scala di Milano..
Gli interpreti della prima scaligera furono i seguenti:
| Personaggio | Interprete        |
| ----------- | ----------------- |
| Ezilda      | Stefania Favelli  |
| Leodato     | Brigida Lorenzani |
| Agobar      | Giovanni David    |
| Gondair     | Vincenzo Galli    |
| Zarele      | Teresa Ruggeri    |
| Aloar       | Lorenzo Lombardi  |
| Mohamud     | Carlo Poggiali    |

Direttore e primo violino era Alessandro Rolla; le scenografie erano di Alessandro Sanquirico.
Il 30 gennaio 1855 al Théâtre Italien di Parigi andò in scena con Adelaide Borghi-Mamo L'ultimo dei Clodovei, una versione riveduta, con sette nuovi brani.
Nel XIX secolo quest'opera era considerata tra le migliori di Pacini; particolarmente apprezzate le parti corali (coro dei montanari, dei soldati di Leodato scoraggiati, degli arabi trionfanti) e il duetto Va menzogner tra Agobar ed Ezilda.

## Trama

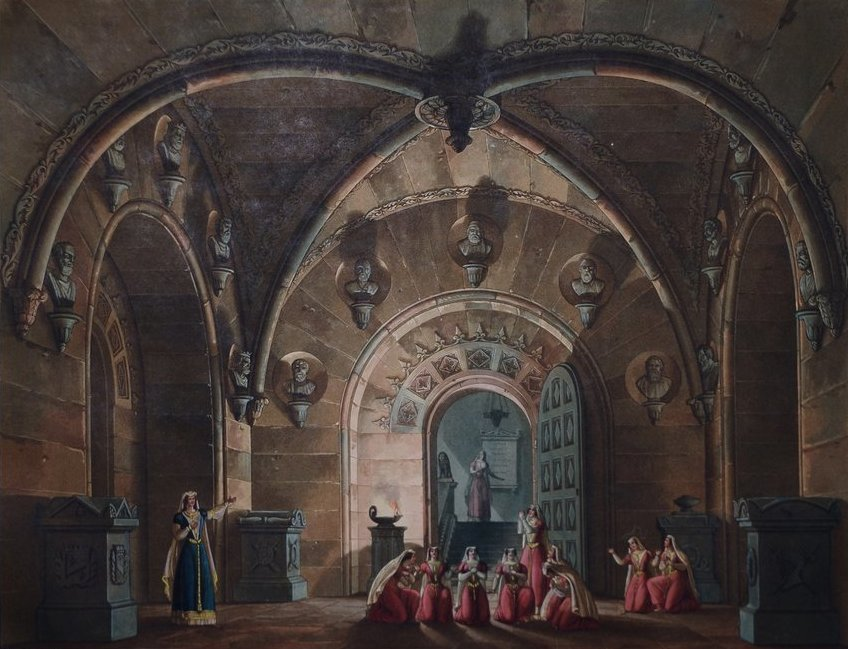
Alessandro Sanquirico, Scena di Gli arabi nelle Gallie (Volte Sotterranee, Atto primo, scena 7)

L'azione si svolge ai tempi di Carlo Martello.
Clodomiro un tempo è stato fidanzato di Ezilda, poi è passato dalla parte dei nemici arabi di cui è divenuto comandante, sotto il nome di Agobar. Ora avanza vittorioso e minaccia le truppe di Carlo Martello guidate da Leodato. Poiché la vita di Leodato è in pericolo, interviene la stessa Ezilda, abbandonando il convento dove si era rifugiata.
Ezilda e Agobar si riconoscono e tra loro rinasce l'amore, tanto che Agobar ordina ai suoi uomini di non infierire sulle terre di Ezilda. Gli arabi si ribellano e tramano per liberarsi del loro comandante divenuto un indesiderato. Leodato in uno slancio di generosità cerca di mettere in guardia Agobar, ma quest'ultimo viene ugualmente pugnalato a morte e spira tra le braccia di Ezilda.

## Struttura musicale
- Sinfonia

### Atto I
- N. 1 - Coro d'introduzione e Cavatina Gondair Ahi qual tremendo suono - Piangea Sionne un giorno (Gondair, Coro)
- N. 2 - Cavatina Leodato Quando, o core, a te ridenti (Leodato, Coro)
- N. 3 - Duetto Leodato ed Ezilda E' la sorte più crudele
- N. 4 - Coro e Cavatina Agobar Se indomito talor - Non è ver, che sia diletto (Agobar, Coro)
- N. 5 - Finale I Ah se fosse a me vicino - La turba fuggitiva - Ti dovria squarciar le vene - Mi par che quel volto (Ezilda, Zarele, Coro, Agobar, Aloar, Leodato, Mohamud)

### Atto II
- N. 6 - Duetto Elzida e Agobar Va menzogner; non presto
- N. 7 - Aria Leodato Oppresso dal duolo (Leodato, Coro)
- N. 8 - Coro Noi dalla cuna (Coro, Mohamud)
- N. 9 - Duetto Agobar e Leodato La mia destra all'armi usata
- N. 10 - Coro e Aria Elzida Già sospirammo assai - Oh Dio! dell'idol mio (Coro, Zarele, Elzida)
- N. 11 - Aria Agobar e Finaletto Le dirai ch'io serbo ognora - Il meritai...né poco (Agobar, Coro, Gondair, Leodato, Ezilda, Zarele, Aloar)